# Bomolocha rhodesiensis
Bomolocha rhodesiensis là một loài bướm đêm trong họ Noctuidae.